# Siège du château des Espagnols
Pour les articles homonymes, voir Siège de Gand.
- Chronologie de la guerre de Quatre-Vingts Ans
- Valenciennes
- Austruweel
- Rheindalen
- Heiligerlee
- Jemmingen
- Jodoigne
- Brielle
- 1er Flessingue
- Malines
- Goes
- Mons
- Haarlem
- 2e Flessingue
- Borsele
- Zuiderzee
- Alkmaar
- Leyde
- Reimerswaal
- Mook
- Lillo
- Zierikzee
- 1er Anvers
- 1er Bréda
- Gembloux
- Rijmenam
- 1er Deventer
- Maastricht
- 2e Bréda
- Açores
- 2e Anvers
- 3e Anvers
- Boksum
- Zutphen
- 1er Berg-op-Zoom
- Gravelines
- 3e Bréda
- 2e Deventer
- Groningue
- Huy
- 1er Groenlo1
- 2e Groenlo
- Turnhout
- Nieuport
- Ostende
- L'Écluse
- 3e Groenlo
- Saint-Vincent
- Gibraltar
- Saint-Vincent (1621)
- 2e Berg-op-Zoom
- 4e Bréda
- 4e Groenlo
- Matanzas
- Bois-le-Duc
- Abrolhos
- Slaak
- Maastricht
- 5e Bréda
- Cabañas
- Calloo
- Les Downs
- Saint-Vincent (1641)
- Hulst
- Cavite

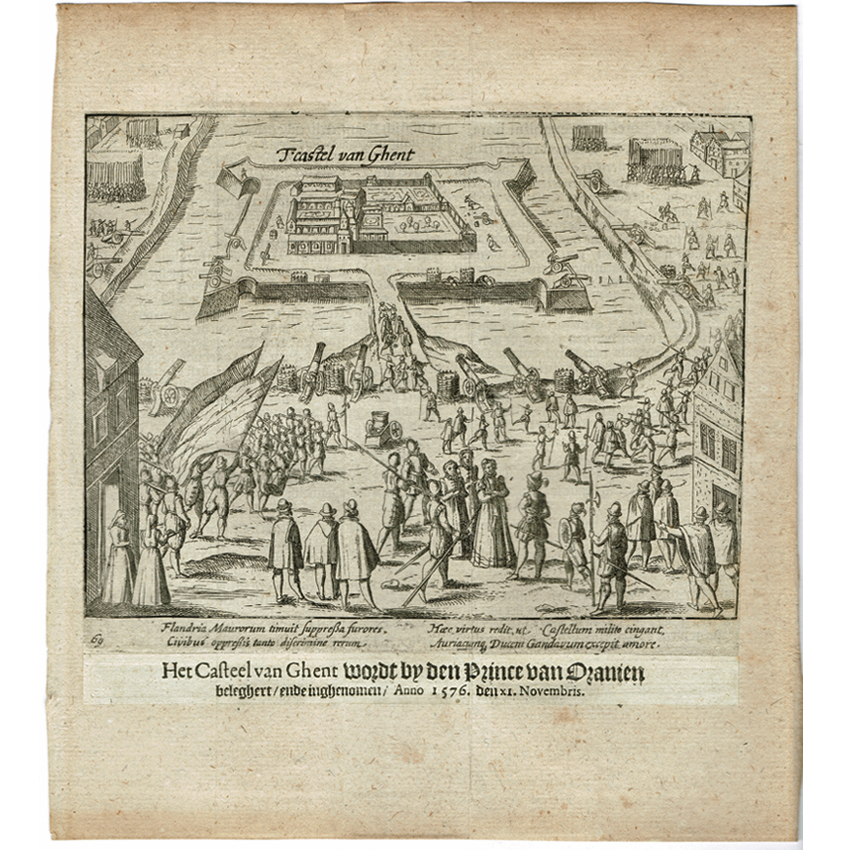
Le prince d'Orange assiège et conquiert le château espagnol le 11 novembre 1576, par

Le siège du château des Espagnols est un épisode de la guerre de Quatre-Vingts Ans qui voit, à partir du 15 septembre 1576, Olivier van den Tympel, sur ordre des États de Flandre avec l'aide de Guillaume d'Orange, assiéger le château des Espagnols de Gand, défendu par le lieutenant Avilos Maldonado et l'épouse de Cristóbal de Mondragón. Coupés du ravitaillement par les États, les assiégés doivent abandonner la citadelle sous conditions le 9 novembre.

## Prélude
En septembre 1575, en raison de la banqueroute de l'État espagnol, les soldes ne sont pas payées. De plus, le gouverneur Requesens meurt subitement le 1er mars 1576. Des mutineries éclatent parmi les soldats de l'armée des Flandres. Les mutins se sont unis et ont pris plusieurs villes, notamment Alost, où ils établissent leur quartier général. À Gand, la soumission aux autorités espagnoles est prohibée. Des escarmouches ont eu lieu en arrière-plan presque tous les jours, comme la bataille de Vissenaken (entre Louvain et Tirlemont), pour laquelle les nobles terriens se sont unis en une armée composée aussi d'étudiants, d'agriculteurs et de civils. Ces milliers d'hommes, désorganisés, sont vaincus de manière écrasante en une seule charge par des soldats mutins sous les vétérans Vargas, Mendoza et Tassis (nl). À Bruxelles, les membres du Conseil d'État, qui prend le relais du gouvernement en l'absence d'un gouverneur, sont emprisonnés.

## Déroulement

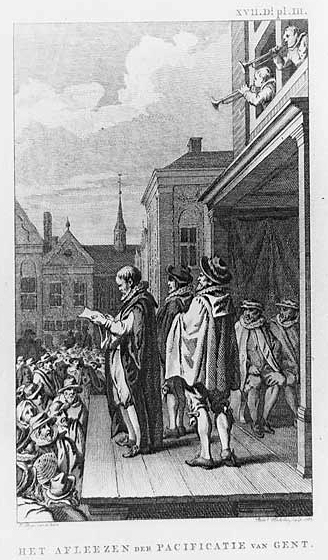
La lecture de la Pacification de Gand, par J. Buys.

Les États de Flandre décident le 15 septembre d'assiéger la citadelle Castrum Novum (château neuf) de Gand, communément appelée « château des Espagnols ». Cependant, ils ne parviennent pas à prendre la citadelle et demandent l'aide de Guillaume d'Orange. Il est décidé que la réunion des États aurait lieu à Gand, malgré le fait que la citadelle est encore sous domination espagnole et assiégée. Mondragon, commandant de la citadelle, était absent en raison de son expédition en Zélande. C'est sa femme, restée à la citadelle, qui prend le commandement d'une compagnie de soldats menée par le lieutenant Avilos Maldonado pour défendre le château. Ils demandent de l'aide aux mutins, mais ces derniers ont refusé de relever les assiégés et sont retournés à Alost. Pendant ce temps, les Gantois veulent accélérer le siège de la citadelle. Le comte de Roeulx, stathouder de Flandre, ordonne au seigneur d'Haussy d'en informer Guillaume d'Orange.
Guillaume d'Orange promet d'envoyer vingt-huit compagnies. Il impose des réglementations strictes à ces compagnies ; elles ne devaient « endommager aucun corps ou propriété, qu'il soit catholique ou protestant, ecclésiastique ou laïc, porter atteinte à la vie ou à la propriété, et n'entraver en aucune manière la religion romaine ou l'autorité du roi. » Il a ajouté que les soldats étaient autorisés à pratiquer leur propre religion dans leurs propres quartiers et à y chanter des psaumes. En garantie du déploiement, il revendique la ville et le château de L'Écluse. La première compagnie à partir pour Gand est dirigée par Olivier van den Tympel.
Alors que van den Tympel se met en route, le parti catholique de Gand regrette la demande d'aide aux États, qui s'apparente en fait à une alliance avec le prince apostat. Jan de Mol est envoyé comme émissaire auprès du prince avec une lettre au nom des États de Brabant (nl), de Flandre et de Hainaut dans laquelle ils révoquent la demande. La lettre souligne leur appartenance à la religion catholique et leur soumission au roi. Guillaume d'Orange répond qu'il a ordonné à ses soldats de bien se comporter, mais qu'ils se trouvent déjà à Gand à l'heure où la lettre lui parvient. Un accord est conclu sur le chant des psaumes à la satisfaction des deux parties. De plus, il est convenu que la garantie du prince serait Nieuport au lieu de L'Écluse. Finalement, huit compagnies de fantassins sont envoyées à Gand. Elles arrivent le 26 septembre, et une compagnie supplémentaire rejoint Gand le 28 septembre.
Avec l'arrivée de cette dernière compagnie, de nombreux exilés reviennent à Gand, comme Pieter de Rijke, avocat, premier partisan des Gueux à Gand, devenu plus tard bailli de Flessingue. Il participe également à la Pacification en tant qu'envoyé plénipotentiaire du prince. Les États font maintenant pression sur le siège de la Citadelle. À cette époque, les habitants de Maastricht sont impliqués dans une tentative ratée de se débarrasser de l'autorité espagnole dans cette ville. Ces mutins viennent au secours du gouverneur, après quoi la ville est horriblement pillée. Les mutins se rendent ensuite à Anvers, tandis que des mutins de Breda, Alost et Maastricht les rejoignent en chemin. Cet événement sera plus tard connu sous le nom de Furie espagnole. Le lendemain des événements d'Anvers, une lettre envoyée par Jerónimo de Roda (nl) au roi a été interceptée. Il y attribue des éloges à Don Sancho d'Avila, Julián Romero, Alonso de Vargas, Francisco Verdugo, Fugger, Freundsberg, Polweiler et d'autres qui se sont le plus distingués : « Je félicite Votre Majesté pour cette victoire, elle est d'une grande importance et les dégâts causés à la ville sont terribles. »
Les réunions sur la pacification de Gand, qui se sont clôturées le 8 novembre, se sont déroulées sous le grondement des canons tirant sur les murs de la citadelle. Mondragon arrive avec une petite armée pour relever sa femme et son lieutenant, mais il est maîtrisé et vaincu. Le 11 novembre, les défenseurs du château, à court de vivres, capitulent sous conditions, notamment une retraite libre vers la France.

## Conséquences
Gand devient la République de Gand. Les citoyens procèdent au démantèlement des remparts qui s'étendaient entre la ville et la citadelle, et sur lesquels un bastion est construit entre 1577 et 1585. En 1585, la ville passa de nouveau sous la domination espagnole après le siège de Gand.